# Смирний Євгеній Сергійович
Євге́ній Сергі́йович Сми́рний (нар. 18 серпня 1998, Київ, Україна) — український футболіст, центральний півзахисник київського «Динамо», що на правах оренди виступає за «Колос». Грав за молодіжну збірну України.

## Життєпис
Євгеній Смирний народився у Києві, де й почав робити перші кроки у великому футболі. Пройшов усі щаблі динамівської академії, до якої потрапив у 7-річному віці. Першим тренером хлопця був Віталій Хмельницький, який одразу ж обрав для Смирного амплуа атакувального півзахисника. З 2011 по 2015 рік захищав кольори «Динамо» у змаганнях ДЮФЛУ. 2014 року почав залучатися до матчів юнацької збірної України.
15 серпня 2015 року дебютував у юнацькому чемпіонаті країни, вийшовши на заміну в поєдинку проти однолітків із запорізького «Металурга». У вересні того ж року відзначився забитим м'ячем у воротах португальського «Порту», що дозволило киянам тріумфувати у першому історичному поєдинку в Юнацькій лізі УЄФА. До складу молодіжної команди «Динамо» вперше потрапив 26 листопада 2016 року, взявши участь у розгромі резервістів луцької «Волині» з рахунком 8:3.
25 жовтня 2017 року Євгеній Смирний дебютував у першій команді «Динамо», вийшовши у стартовому складі на матч Кубка України проти «Олександрії». Після цього ще декілька разів потрапляв у запас на матчі Прем'єр-ліги, однак ігрового часу в основі так і не отримав. Відіграв за «Динамо» 3 неповні матчі в Прем'єр-лізі сезону 2018—2019. З липня 2019 до травня 2021 року на правах оренди виступав за новачка Прем'єр-ліги — ковалівський «Колос».
З липня 2021 року на правах оренди був гравцем одеського «Чорноморця».
12 січня 2022 року на сайті «Зорі» з'явилося повідомлення про те, що Смирний підписав з клубом повноцінний контракт на три роки. Проте, 7 липня стало відомо про те, що київське «Динамо» знову відправило гравця в річну оренду до складу ковалівського «Колоса». Ані київський, ані луганський клуб ситуацію з контрактом Смирного в ЗМІ ніяк не коментували.

## Досягнення
- Фіналіст Кубка України з футболу (1): 2017/18[6]

## Статистика виступів
Статистичі дані наведено станом на 12 липня 2023 року
| Сезон              | Команда            | Чемпіонат          | Чемпіонат | Чемпіонат | Кубок | Кубок | Кубок | Єврокубки | Єврокубки | Єврокубки | Інші кубки | Інші кубки | Інші кубки | Всього | Всього |
| Сезон              | Команда            | Змаг.              | Матчі     | Голи      | Змаг. | Матчі | Голи  | Змаг.     | Матчі     | Голи      | Змаг.      | Матчі      | Голи       | Матчі  | Голи   |
| ------------------ | ------------------ | ------------------ | --------- | --------- | ----- | ----- | ----- | --------- | --------- | --------- | ---------- | ---------- | ---------- | ------ | ------ |
| 2017—2018          | «Динамо» К         | ПЛ                 | 0         | 0         | КУ    | 1     | 0     | ЛЄ        | 0         | 0         | СКУ        | 0          | 0          | 1      | 0      |
| 2018—2019          | «Динамо» К         | ПЛ                 | 3         | 0         | КУ    | 1     | 0     | ЛЄ        | 2         | 0         | СКУ        | 0          | 0          | 5      | 0      |
| Всього за «Динамо» | Всього за «Динамо» | Всього за «Динамо» | 3         | 0         |       | 2     | 0     |           | 2         | 0         |            | 0          | 0          | 7      | 0      |
| 2019—2020          | «Колос»            | УПЛ                | 25        | 5         | КУ    | 0     | 0     | —         | —         | —         | —          | —          | —          | 25     | 5      |
| 2020—2021          | «Колос»            | УПЛ                | 17        | 2         | КУ    | 1     | 0     | ЛЄ        | 2         | 0         | —          | —          | —          | 20     | 2      |
| Всього за «Колос»  | Всього за «Колос»  | Всього за «Колос»  | 42        | 7         | —     | 1     | 0     | —         | 2         | 0         | —          | 0          | 0          | 45     | 7      |
| 2021—2022          | «Чорноморець»      | УПЛ                | 9         | 2         | КУ    | 2     | 0     | —         | —         | —         | —          | —          | —          | 11     | 2      |
| 2021—2022          | «Зоря»             | УПЛ                | 0         | 0         | КУ    | 0     | 0     | —         | —         | —         | —          | —          | —          | 0      | 0      |
| 2022-2023          | «Колос»            |                    | 18        | 0         |       | —     | —     | —         | —         | —         | —          | —          | —          | 18     | 0      |
| Всього за кар'єру  | Всього за кар'єру  | Всього за кар'єру  | 72        | 9         |       | 5     | 0     |           | 4         | 0         |            | 0          | 0          | 81     | 9      |